# I-5
I-5 (ros. И-5) – radziecki, jednosilnikowy, dwupłatowy samolot myśliwski. W latach 1933−1936 podstawowy myśliwiec ZSRR. Od 1931 do 1934 roku, łącznie z prototypami, wyprodukowano 803 maszyny tego typu.

## Projekt
Samolot został zaprojektowany przez Nikołaja Polikarpowa we współpracy z Dymitrem Grigorowiczem na podstawie projektu I-6 (И-6). Doświadczalny I powstał w trzech wariantach. Pierwszy prototyp BT-11 oblatano 29 kwietnia 1930 roku. Następne prototypy różniły się od poprzedników silnikiem. Pierwszy miał brytyjski silnik Bristol Jupiter VII, drugi - Bristol Jupiter VI, a trzeci wyposażony był w radziecki silnik M-15 (2-М15). Dwa pierwsze prototypy miały swoje nazwy - odpowiednio - Клим Ворошилов (Kliment Woroszyłow) i Подарок XVI партсъезду (Dar dla XVI Zjazdu Partii). Trzeci projekt, prócz jednostki napędowej, miał inną osłonę silnika, całkowicie zakrywającą cylindry. Pierwszy lot trzeciego prototypu odbył się 1 lipca. Żaden z samolotów koncepcyjnych nie miał owiewek kół, które zostały wprowadzone podczas produkcji seryjnej. Od sierpnia do września 1930 roku wyprodukowano małą serię 7 maszyn na potrzeby wojska.

## Produkcja seryjna
Produkcja I-5 rozpoczęła się dopiero pod koniec 1931 roku w zakładzie nr 21 w Niżnym Nowogrodzie. Silnik M-15 montowany w trzecim prototypie, jeszcze przed wejściem do produkcji seryjnej zamieniono na M-22 o mocy 480 KM. Głównym uzbrojeniem samolotu były 2 karabiny maszynowe PW-1 z zapasem 1200 naboi. Oprócz tego maszyna mogła zabrać maksymalnie 40 kg bomb. 10 samolotów otrzymało 4 karabiny PW-1 z zapasem 1000 pocisków na karabin.

## Konstrukcja
Samolot był jednomiejscowym dwupłatem ze stałym podwoziem i niewielkim kółkiem ogonowym. Konstrukcja maszyny była mieszana. Kadłub i rama silnika wykonane były z kratownicy ze spawanych rury stalowych. Podłużnice ramy wykonano z duraluminium, całość pokryto płótnem. Górne skrzydło składało się z trzech części: wewnętrznej duraluminiowej i zewnętrznych drewnianych. Dolne skrzydło było całkowicie drewniane. Łącznikiem były duraluminiowe kolumny w kształcie litery N. Klapy i lotki miały szkielet metalowy, opięty płótnem.

## Wykorzystanie w walce
I-5 wycofano z wyposażenia Radzieckich Sił Powietrznych w 1939 roku. Po zakończeniu służby, wiele maszyn tego typu przeniesiono do lokalnych aeroklubów.
W 1941 roku, z powodu dużych strat w czasie operacji Barbarossa lotnictwo ZSRR przywracało do służby starsze typy maszyn. Również I-5 wróciło do lotów bojowych jako samoloty szturmowe i nocne bombowce. Przestarzałe samoloty szkolne naprędce uzbrajano i wysyłano na linię frontu. Wojna niemiecko-radziecka była pierwszym konfliktem, w którym I-5 zostały użyte bojowo.
Od października 1941 do stycznia 1942 roku samoloty znajdowały się na wyposażeniu 11 Pułku Lotniczego Floty Czarnomorskiej, stacjonującym na Krymie: w 2. Eskadrze Szturmowej 5 OA oraz w 604 i 605 Eskadrze Myśliwsko-Bombowej.

## Inne wersje
- I-5 UTI-1 — I-5 przebudowany na samolot szkolno-treningowy. Kokpit przesunięto do przodu i dodano drugie miejsce wraz z urządzeniami sterowymi dla ucznia. W 1934 roku przebudowano tak około 20 samolotów wersji podstawowej.
- I-5 bis — planowany, ulepszony wariant I-5. Ze względu na kłopoty z badaniami technicznymi nie został wprowadzony do produkcji, jednak wiele usprawnień wprowadzono do standardowej wersji bez zmiany nazwy.